# House of the Dragon (2.ª temporada)
A segunda temporada de House of the Dragon, uma série de televisão estadunidense criada por George R. R. Martin e Ryan Condal para a HBO, estreou em 16 de junho de 2024. O primeiro trailer da temporada foi lançado em 2 de dezembro de 2023, além de dois pôsteres promocionais. George R. R. Martin descreveu a temporada em seu blog como "muito sombrio", além de ressaltar que é "poderosa, emocional, comovente e tocante." A segunda temporada não conta com a contribuição de Miguel Sapochnik como showrunner e ao contrário da temporada anterior, contém apenas 8 episódios.
Nesta temporada, os Sete Reinos presenciam um evento gravíssimo para a dinastia Targaryen: A Dança dos Dragões. O reino está dividido entre dois meios-irmãos coroados. Aegon II Targaryen ocupa o Trono de Ferro, mas a herdeira legítima de Viserys I, Rhaenyra Targaryen, não aceita que seu meio-irmão usurpador tome seu direito tão facilmente, principalmente após a morte de seu filho Lucerys Velaryon por Aemond Targaryen. Tal fato, considerado um ato de guerra por Rhaenyra, acaba por dar início a guerra civil dos Targaryen.
Devido a sua estreia ter sido marcada para 16 de junho, a segunda temporada de House of the Dragon acabou ficando fora do prazo para ser indicada ao Emmy de 2024, o "Óscar da TV", pois o prazo limite para concorrer a premiação no devido ano era do dia 1 de junho de 2023 até 31 de maio de 2024.

## Elenco

### Principal
- Matt Smith como Daemon Targaryen
- Emma D'Arcy como Rhaenyra Targaryen
- Olivia Cooke como Alicent Hightower
- Rhys Ifans como Otto Hightower
- Steve Toussaint como Corlys Velaryon
- Eve Best como Rhaenys Taragryen
- Fabien Frankel como Criston Cole
- Matthew Needham como  Larys Strong
- Sonoya Mizuno como Mysaria
- Tom Glynn-Carney como Aegon II Targaryen
- Ewan Mitchell como Aemond Targaryen
- Phia Saban como Helaena Targaryen
- Harry Collett como Jacaerys "Jace" Velaryon
- Bethany Antonia como  Baela Targaryen
- Phoebe Campbell como  Rhaena Targaryen
- Jefferson Hall como gêmeos idênticos:  Tyland Lannister e Jason Lannister
- Freddie Fox como Gwayne Hightower
- Gayle Rankin como Alys Rivers
- Kurt Egyiawan como Orwely
- Tom Bennett como Ulf
- Kieran Bew como Hugh
- Ellora Torchia como Kat
- Abubakar Salim como Alyn de Casco
- Clinton Liberty como Addam de Casco
- Tom Taylor como Cregan Stark
- Simon Russell Beale como Simon Strong

### Convidada especial
- Milly Alcock como a jovem Rhaenyra Targaryen
- Nanna Blondell como a adulta Laena Velaryon

### Elenco de Apoio
- Phil Daniels como Gerardys
- Michael Elwyn como Simon Staunton
- Anthony Flanagan como Steffon Darklyn
- Nicholas Jones como Bartimos Celtigar
- Jamie Kenna como Alfred Broome
- Vincent Regan como Rickard Thorne
- Paul Kennedy como Jasper Wylde
- Mark Stobbart como Queijo
- Elliott Tittensor como Erryk Cargyll
- Luke Tittensor como Arryk Cargyll
- Sam C. Wilson como Sangue
- Max Wrottesley como Lorent Marbrand
- Jordon Stevens como Elinda Massey
- Amanda Collin como Jeyne Arryn
- Oscar Eskinazi como Joffrey Velaryon
- Jack Parry-Jones como Willem Blackwood
- Siân Brooke como Aemma Arryn
- Abigail Thorn como Sharako Lohar

## Produção
Em 26 de agosto de 2022, a série foi oficialmente renovada para a segunda temporada. Alan Taylor, que dirigiu alguns episódios de Game of Thrones, entrou para equipe na segunda temporada e atuará como produtor executivo e diretor. Hess disse à Variety no final de dezembro de 2022 que a maior parte da 2ª temporada foi escrita e inclui um plano de vingança contra Alicent após os eventos do final da primeira temporada. A segunda temporada consistirá em oito episódios e teve a estreia marcada para meados de 2024.  Em seu blog pessoal em dezembro de 2023, Martin afirmou que a terceira e a quarta temporadas estavam sendo escritas. Para a segunda temporada, Gayle Rankin, Simon Russell Beale, Freddie Fox e Abubakar Salim foram anunciados no dia 24 de abril de 2023, como os novos membros do elenco para interpretar Alys Rivers, Sir Simon Strong, Sir Gwayne Hightower e Alyn de Hull, respectivamente.
A segunda temporada começou a ser filmada em 11 de abril de 2023, no Warner Bros. Studios, Leavesden em Watford, Inglaterra, e mudou-se para Cáceres, Espanha, em 18 de maio de 2023. A série continuou a ser filmada durante a greve SAG-AFTRA de 2023. Apesar do programa ser originário dos Estados Unidos, o elenco predominantemente britânico trabalha sob regras locais governadas pelo sindicato irmão Equity. As filmagens foram encerradas em 29 de setembro de 2023.

## Episódios
| N.º na série | N.º na temp. | Título                                                                | Dirigido por       | Escrito por   | Exibição original   | Audiência (milhões) |
| --- | ------------ | --------------------------------------------------------------------- | ------------------ | ------------- | ------------------- | ------------------- |
| 11 | 1            | "A Son for a Son" "Um Filho por um Filho" (BR/PT)                     | Alan Taylor        | Ryan Condal   | 16 de junho de 2024 | 1.32                |
| O filho de Rhaenyra, Jacaerys, visita a Muralha no Norte e recebe uma promessa de Cregan Stark que enviará 2.000 soldados para sua mãe. Rhaenyra lamenta a morte de seu outro filho, Lucerys, e voa até Storm's End a fim de encontrar vestígios dele. Daemon quer vingar o assassinato e tenta conseguir a ajuda de Rhaenys indo atrás de Aemond e seu dragão Vhagar. Rhaenys não o apoia em seu plano enfatizando que ele não pode agir sem a ordem de Rhaenyra. Aegon II demostra que quer ser um bom rei, mas seu avô Otto tenta fazer com que ele seja mais cauteloso nas exigências dos plebeus provocadas pelas dificuldades do bloqueio da Goela pelos Velaryons. Rhaenyra retorna para Pedra do Dragão e quer vingar-se de Aemond, e após isso, faz um funeral simbólico para Lucerys. Mysaria, o Verme Branco, tendo sobrevivido ao incêndio de seu prostíbulo, chega em Pedra do Dragão e é presa por traição. Daemon pede sua ajuda para conseguir dois assassinos em Porto Real. Ele decide entrar furtivamente na capital e consegue subornar um caçador de ratos e um guarda da Patrulha da Cidade para matar Aemond. Sem encontrá-lo na Fortaleza Vermelha, eles entram no quarto de Helaena e a forçam a dizer qual de seus gêmeos é um menino. Enquanto os dois homens matam seu filho Jaehaerys, o futuro herdeiro, Helaena, em choque, consegue fugir com sua filha Jaehaera até o quarto de sua mãe, descobrindo que Alicent e Criston Cole estão tendo um caso. |              |                                                                       |                    |               |                     |                     |
| 12 | 2            | "Rhaenyra the Cruel" "Rhaenyra, A Cruel" (BR/PT)                      | Clare Kilner       | Sara Hess     | 23 de junho de 2024 | 1.30                |
| O caos se instala dentro da Fortaleza Vermelha após o assassinato do príncipe Jaehaerys. O Rei Aegon reúne as pressas o seu Pequeno Conselho e está determinado a se vingar de Rhaenyra, apesar de lorde Jasper sugerir que talvez ela não fosse a mandante do crime. Sir Otto sugere que haja um cortejo fúnebre público a fim de manchar a imagem de Rhaenyra e enfraquecer sua reivindicação. Na procissão, um arauto a chama de "Rhaenyra, a Cruel". Alicent e Helaena participam do cortejo fúnebre e recebem os pêsames da população. O guarda assassino da Patrulha da Cidade, "Sangue", é capturado e confessa ao Lorde Larys que seu cúmplice foi um caçador de ratos. Aegon ataca o "Sangue" em fúria. Em Pedra do Dragão, Rhaenyra, preocupada com sua popularidade, suspeita que Daemon ordenou a morte de Jaehaerys se Aemond estivesse ausente, e afirma que desconfia dele. Daemon decide voar para Harrenhal em busca de alianças e Rhaenyra concede a liberdade a Mysaria. Tendo escapado da morte, Aemond, perturbado, visita um bordel. Sir Criston, apesar de não ter conseguido proteger Jaehaerys, ordena que Sir Arryk prove sua lealdade, matando Rhaenyra em Pedra do Dragão. Lá, Arryk se faz passar por seu irmão gêmeo Erryk, embora Mysaria perceba que é Arryk; ele entra nos aposentos da rainha. Os irmãos lutam, Erryk comete suicídio após matar Arryk. Aegon manda enforcar publicamente todos os caçadores de ratos, incluindo "Queijo", enfurecendo Otto, que acredita que isso causará revolta popular. Aegon dispensa Otto como Mão do Rei e transfere o título para Criston. Otto e Alicent esperam recuperar o controle sobre Aegon; Alicent dá um tapa em Criston, mas então eles se beijam apaixonadamente. |              |                                                                       |                    |               |                     |                     |
| 13 | 3            | "The Burning Mill" "O Moinho Ardente" (BR/PT)                         | Geeta Vasant Patel | David Hancock | 30 de junho de 2024 | 1.16                |
| As casas rivais dos Bracken e Blackwood ressurgem em conflito devido às tensões entre os Pretos e os Verdes e travam a Batalha do Moinho Ardente, nas Terras Fluviais. Enquanto isso, Rhaenys aconselha Rhaenyra sobre Alicent, sugerindo que ela pode ter uma visão racional das coisas, ao contrário do que os homens do Conselho Verde pensam. Sir Criston propõe um plano para conquistar Harrenhal, com o apoio de Aegon. Daemon chega em Harrenhal para formar um exército para os Pretos, recebendo promessas de lealdade, mas permanece desconfiado. Daemon tem alucinações com Rhaenyra jovem e uma mulher lhe diz que ele irá morrer em Harrenhal. Para proteger seus filhos mais novos, Rhaenyra pede para que Rhaena leve Joffrey Velaryon para o Vale dos Arryns, e depois levar os jovens Aegon e Viserys com ovos de dragão para Pentos. Mysaria se junta à corte de Rhaenyra. Em um bordel, um homem chamado Ulf revela-se ser meio-irmão bastardo de Daemon e tio de Rhaenyra. No mesmo bordel, Aegon confronta Aemond em um incidente constrangedor. Criston, junto com o irmão de Alicent, Gwayne, quase é pego por Baela em um dragão. Após a notícia de Baela sobre Criston, os conselheiros de Rhaenyra recomendam guerra usando dragões. Rhaenyra vai até Porto Real disfarçada de septa, visita Alicent e descobre que a Rainha Viúva equivocou-se ao pensar que seu filho Aegon era o Príncipe que foi Prometido, da "Canção de Gelo e Fogo" de Aegon, o Conquistador, contada por Viserys em seu leito de morte. |              |                                                                       |                    |               |                     |                     |
| 14 | 4            | "The Red Dragon and the Gold" "O Dragão Vermelho e o Dourado" (BR/PT) | Alan Taylor        | Ryan Condal   | 7 de julho de 2024  | 1.24                |
| Em Harrenhal, Daemon sonha novamente com a jovem Rhaenyra, onde ele a decapita após ser acusado por ela de traição. O Grão-Meistre Orwyle prepara um chá abortivo para Alicent, que questiona-o sobre quem Viserys I desejava para ser seu herdeiro. Aegon se frustra ao descobrir campanhas planejadas por Aemond e Criston, sem seu consentimento, durante a reunião de conselho. Criston executa Lorde Darklyn por se recusar a jurar lealdade aos Verdes. Daemon conhece Alys Rivers, que descreve Harrenhal como um lugar assombrado. Durante uma reunião, ele vê o fantasma de sua segunda esposa, Laena Velaryon. Rhaenyra retorna a Pedra do Dragão e concorda em ir para a guerra, enviando Rhaenys em seu lugar montada em Meleys. Aegon, bêbado, voa com Sunfyre para Pouso de Gralhas. Rhaenys ataca as tropas de Criston com Meleys, mas Aemond e Vhagar esperam escondidos. Quando Aegon chega, Aemond permite que ele avance sem apoio. Em um confronto aéreo, Meleys enfrenta Sunfyre e se esquiva das chamas de Vhagar, que ferem gravemente Sunfyre. Sunfyre e Aegon caem. Meleys derruba Vhagar, mas é atacada quando Vhagar se recupera, levantando vôo novamente e morde seu pescoço. Meleys e Rhaenys são mortas ao caírem em cima da fortaleza Pouso de Gralhas. Após a batalha, Aemond e Criston encontram Aegon caído ao lado de Sunfyre. |              |                                                                       |                    |               |                     |                     |
| 15 | 5            | "Regent" "O Regente" (BR/PT)                                          | Clare Kilner       | Ti Mikkel     | 14 de julho de 2024 | 1.23                |
| Após a trágica morte de Rhaenys, Corlys e Rhaenyra sofrem com a perda. Enquanto isso, Criston Cole exibe a cabeça de Meleys pelas ruas de Porto Real, assustando os plebeus, que vêem aquilo como mau presságio. Aegon está inconsciente devido a graves queimaduras, e Sunfyre é dito ter morrido. No Ninho da Águia, Jeyne Arryn fica insatisfeita com os ovos de dragão que recebe de Rhaena. Daemon sonha tendo relações sexuais com uma mulher, e percebe que ela é sua mãe, o deixando perturbado. Rhaenyra admite que não foi treinada para lutar, enquanto Alicent enfrenta oposição em assumir o papel de regente do Aegon; ambas percebem que existe a não aceitação do papel feminino pelos homens, em situações desafiadoras de guerra. Jaecaerys negocia apoio dos Frey para Rhaenyra, garantindo que os mesmos terão Harrenhal por prestarem lealdade. Baela é enviada por Rhaenyra para oferecer a Corlys o cargo de Mão, que ele recusa, mas fica pensativo após a conversa. Mysaria convence Rhaenyra a enviar Elinda como espiã para a capital. Aemond é nomeado regente, e Helaena o questiona se os sacrifícios valeram a pena. Os Brackens não se submetem a Daemon, fazendo-o enviar os Blackwoods para persuadi-los, porém estes causam problemas, que resulta na perda de apoio do povo das Terras Fluviais. Rhaenyra lamenta a carência de cavaleiros de dragão, mas Jaecaerys menciona que descendentes de Targaryen poderiam ser encontrados em outras Casas. |              |                                                                       |                    |               |                     |                     |
| 16 | 6            | "Smallfolk" "Os Plebeus" (BR/PT)                                      | Andrij Parekh      | Eileen Shim   | 21 de julho de 2024 | 1.29                |
| O Lorde Jason Lannister lidera seu exército até o Dente de Ouro. Ele faz com que seu vassalo, Lorde Humfrey Lefford, envie a Aemond um corvo solicitando uma reunião. Aemond se recusa e quer que Tyland se alie à Triarquia para quebrar o bloqueio dos Velaryon na Goela. Aemond ordena que Criston leve as tropas dos Hightower para Harrenhal e ele dispensa Alicent do Pequeno Conselho. Corlys assume seu posto como Mão no conselho preto e Rhaenyra conta para Sir Steffon Darklyn sobre sua ascendência Targaryen, fazendo-o tentar reivindicar Seasmoke, que o incinera. Daemon sonha com seu irmão, Viserys, e duvida novamente da lealdade de Simon Strong. Aemond ordena que Larys convoque Otto Hightower de volta a corte. Aegon, recuperando-se lentamente, diz a Aemond que não se lembra da batalha. Gwayne garante a Alicent que seu filho mais novo, Daeron, é gentil, diferente de seus irmãos. Corlys nomeia Alyn como primeiro-oficial de sua nau capitânia. O irmão de Alyn, Addam, é mais tarde perseguido por Seasmoke. As espiãs de Mysaria espalharam rumores de que a realeza vive luxuosamente enquanto os plebeus passam fome. Rhaenyra envia barcos carregados de comida para Porto Real, ganhando elogios do povo. Alicent e Helaena quase morrem em um motim. Mysaria conta a Rhaenyra que ela foi abusada sexualmente quando criança pelo pai e diz o por que permanece leal a ela; Rhaenyra se emociona e a beija. Ao saber que Seasmoke tem um novo cavaleiro, Rhaenyra parte com Syrax para confrontá-los. |              |                                                                       |                    |               |                     |                     |
| 17 | 7            | "The Red Sowing" "A Semeação Vermelha" (BR/PT)                        | Loni Peristere     | David Hancock | 28 de julho de 2024 | 1.22                |
| Rhaenyra confronta Addam em uma praia, com Syrax e Seasmoke se encarando. Addam jura-lhe lealdade como um cavaleiro de dragão. O Grão-Meistre Orwyle cuida do pulso machucado de Alicent após o motim, ela está consternada por ser removida do Pequeno Conselho, após anos de serviço leal à coroa. Alicent refugia-se na Mata do Rei para evitar a corte e mergulha em um lago, pensativa. Larys pressiona Orwyle para acelerar a recuperação de Aegon, apesar da grande dor e dificuldade que isso causa ao rei. Rhaena, deixa o Ninho da Águia e vagueia pelo Vale em busca de um dragão. Mysaria diz a Rhaenyra que seu conhecimento dos bordéis de Porto Real ajudará a encontrar bastardos Targaryen. O jovem Oscar Tully presta lealdade a Daemon, mas, instigado pela dissidência dos Senhores do Rio, diz que detesta o comportamento nefasto de Daemon; ele desafia Daemon a fazer justiça, e Daemon executa Lorde Blackwood por seus crimes. Daemon vê o fantasma apodrecido de Viserys, que pergunta se ele realmente deseja o fardo da coroa. Jace desafia Rhaenyra, dizendo que se bastardos montarem dragões, os Targaryen serão menos distintos, e sua sucessão pode ficar ameaçada, especialmente dado pelo fato de seu cabelo escuro herdado de Harwin Strong. Rhaenyra e Corlys fazem Elinda reunir os bastardos Targaryen em Pedra do Dragão. Vermithor queima muitos bastardos, mas Hugh o reivindica e Ulf monta Silverwing. Ulf voa sobre Porto Real em Silverwing, levando Aemond a montar em Vhagar e o perseguir. Conforme Aemond se aproxima de Pedra do Dragão, ele percebe uma desvantagem e recua, enquanto Rhaenyra o observa do chão com Syrax, Vermithor e Silverwing firmes atrás dela. |              |                                                                       |                    |               |                     |                     |
| 18 | 8            | "The Queen Who Even Was" "A Rainha Que Sempre Foi" (BR/PT)            | Geeta Vasant Patel | Sara Hess     | 4 de agosto de 2024 | 1.47                |
| Tyland Lannister se alia à Triarquia, embora antes tenha que derrotar a Sealorde Lohar em uma luta na lama; impresionada com sua vitória, Lohar solicita que Tyland tenha filhos com suas esposas. Enquanto isso, Larys consegue persuadir Aegon a fugir para Essos, onde o ouro escondido de Harrenhal está guardado. Rhaena, em sua jornada, encontra o dragão selvagem Sheepstealer. Gwayne desafia Criston Cole, acusando-o de ter seduzido sua irmã, e Criston lamenta seu envolvimento na guerra. Aemond e seu dragão, Vhagar, devastam a cidade de Ponta Amarga. Rhaenyra, inicialmente esperançosa de que seus dragões poderiam evitar o conflito, acaba decidindo pelo confronto. O comportamento rude de Ulf enfurece Jaecaerys. Aemond deseja que Helaena monte o dragão Dreamfyre, o que desagrada tanto a Helaena quanto a Alicent. Simon Strong envia uma mensagem a Rhaenyra alertando sobre a possível deslealdade de Daemon. Em resposta, Rhaenyra viaja para Harrenhal. Lá, Alys leva Daemon ao represeiro sagrado, onde ele tem uma visão do futuro que inclui o Corvo de Três Olhos, o Rei da Noite, vários dragões mortos, Rhaenyra no Trono de Ferro, e Daenerys Targaryen com seus três dragões. Sentindo-se parte de uma história maior, Daemon jura lealdade a Rhaenyra. Corlys Velaryon renomeia seu navio para "A Rainha que Nunca Foi", em homenagem à sua esposa falecida, Rhaenys. Alyn, no entanto, rejeita as tentativas de reconciliação de Corlys. Helaena avisa a Aemond que ele morrerá, e que matá-la não mudará seu destino. Com a ajuda de Orwyle, Alicent entra sorrateiramente em Pedra do Dragão, oferecendo entregar Porto Real a Rhaenyra. Em troca, Rhaenyra exige a cabeça de Aegon para garantir a transição. Otto Hightower é visto preso em uma jaula. Por fim, exércitos, frotas e dragões marcham majestosamente para um conflito. |              |                                                                       |                    |               |                     |                     |

## Recepção

### Resposta da crítica
| Críticas profissionais | Críticas profissionais |
| Pontuações agregadas   | Pontuações agregadas   |
| Fonte                  | Avaliação              |
| ---------------------- | ---------------------- |
| Metacritic             | 74/100                 |
| Rotten Tomatoes        | 90%                    |
| Avaliações da crítica  |                        |
| Fonte                  | Avaliação              |
| The Telegraph          | [ 23 ]                 |
| Empire                 | [ 24 ]                 |

No Rotten Tomatoes, a segunda temporada possui índice de aprovação de 90%, com base em 31 avaliações, com nota média de 7,6/10.  O consenso crítico do site diz: "Aproximando-se de seu cataclismo dinástico com um passo deliberado em vez de um galope de ataque, House of the Dragon cuidadosamente estabelece seus riscos emocionais para tornar o espetáculo de fogo ainda mais abrasador." No Metacritic, a temporada recebeu uma pontuação de 74 em 100 com base em 18 críticas, indicando "avaliações geralmente favoráveis".
Ed Power, do The Telegraph, escreveu que a segunda temporada é "um blockbuster crescente e estrondoso que rivaliza com qualquer coisa no cinema. Seja emoldurado pelas luzes de velas ou pelas chamas do fogo do dragão, é incrivelmente lindo e muito mais épico do que qualquer coisa que você encontrará na tela grande."
Dan Jolin do Empire deu quatro estrelas de cinco para a temporada, dizendo que "a segunda temporada de House of the Dragon é a campeã da Televisão de prestígio (...) Cooke e D'Arcy - ao lado de Sonoya Mizuno, saboreando seu papel de Verme Branco - nunca deixam a bola cair. O mesmo deve ser dito de seus colegas de elenco masculinos: não há um elo fraco em todo o conjunto." Já Thereza Lacson, da Collider, também comenta dizendo que "com tanta complexidade e impacto visual, House of the Dragon pode ser simplesmente a melhor série de fantasia da década, e mais do que faz jus ao legado da franquia."
Escrevendo para o Decider, Meghan O'Keef argumentou que "para os fãs de Westeros - sua novela incestuosa, construção de mundo luxuosa e tragédia teatral - a segunda temporada de House of the Dragon oferece tudo que você ama e muito mais". Elogiando a temporada, Lyvie Scott da Inverse diz que há "uma melhoria confiante e elegante em relação à primeira temporada, tento se estabelecido em elenco, personagens e e época."

### Audiência
Na segunda temporada, o episódio de estreia "A Son for a Son" foi assistido por 7,8 milhões de pessoas, o que representa uma queda de 22% em relação à estreia da primeira temporada, que teve 10 milhões de telespectadores. Em sua transmissão inicial na HBO, o episódio foi visto por cerca de 1,3 milhão de pessoas. A audiência começou a diminuir nos episódios seguintes, mas por outro lado, o quarto episódio intitulado "The Red Dragon and the Gold" registrou 8,1 milhões de telespectadores no total, superando o episódio de estreia da temporada e mostrando uma recuperação na audiência. Na HBO, esse episódio teve 1,2 milhão de espectadores. Os números permaneceram estáveis no decorrer da temporada. Por fim, a season finale "The Queen Who Ever Was", obteve a maior audiência da temporada, com 8,9 milhões de telespectadores no total e quase 1,5 milhão de espectadores apenas na HBO, o que representa um aumento significativo de 20,5% em relação ao episódio anterior.